# Apatomyces laboulbenioides
Apatomyces laboulbenioides är en svampart som beskrevs av Thaxt. 1931. Apatomyces laboulbenioides ingår i släktet Apatomyces och familjen Laboulbeniaceae.   Inga underarter finns listade i Catalogue of Life.